# Санатрук (царь Парфии)
Санатрук — царь Парфии, правил приблизительно в 77 — 70 годах до н. э. Из династии Аршакидов. Формы передачи его имени в классических источниках таковы: Синтрик, Синатрокл или Синатрок, Синатрук.

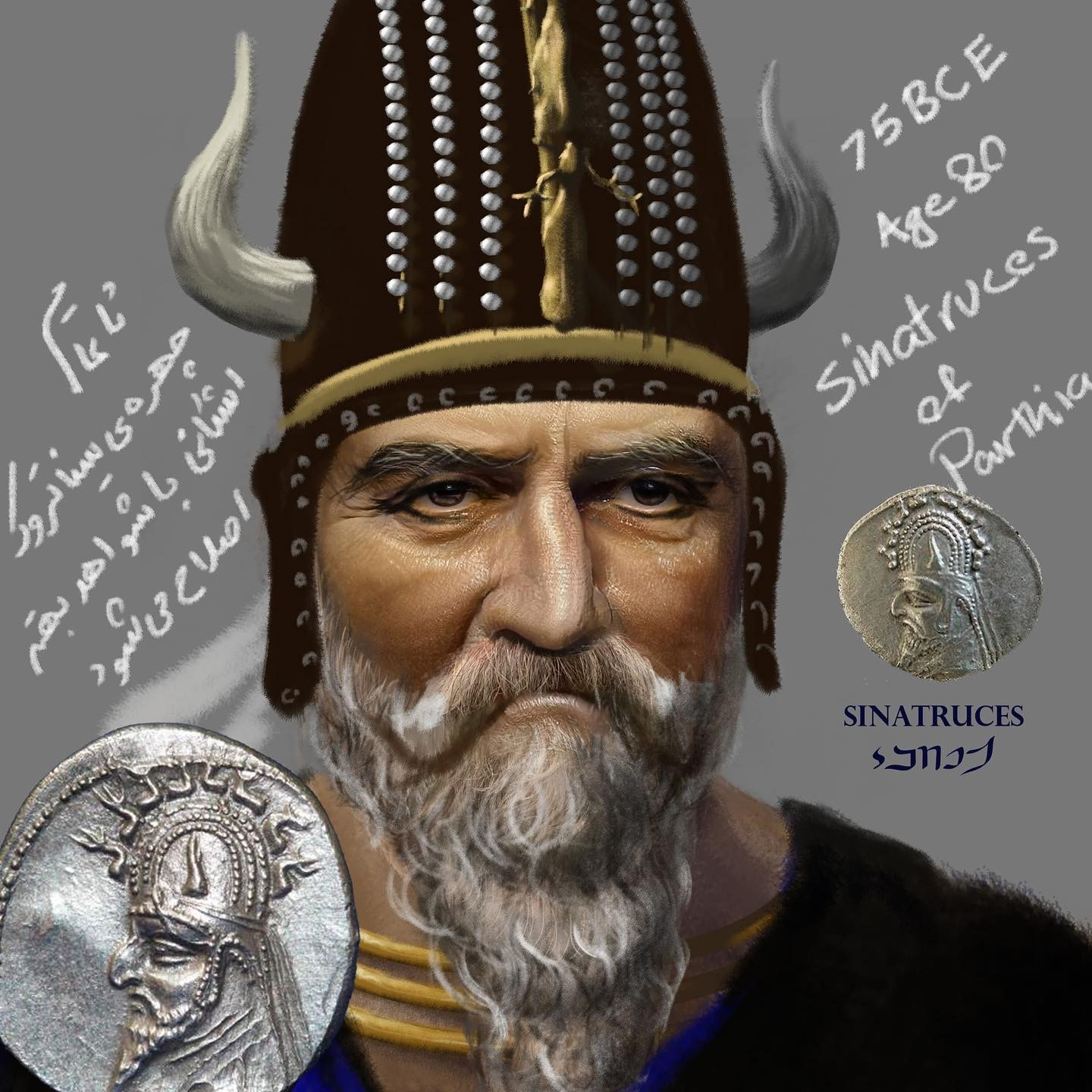
Парфянский царь Санатрук. Реконструкция его лица на основе изображения на его монетах

Санатрук долгое время находился в плену у кочевников саков-сакарауков и пришёл к власти с их помощью, когда ему исполнилось уже 80 лет. Видимо, Санатрук был представителем старшей ветви Аршакидов. Предполагают, что он был одним из сыновей Митридата I и братом Фраата II. Если бы он был кандидатом на парфянский престол от сакарауков, то они наверняка бы выбрали более молодого мужчину. Санатруку удалось укрепиться на троне, постепенно отстранив от власти других претендентов, и положить конец смуте и беспорядкам. Его монеты найдены в Сузах, Экбатанах, Раге, Мерве, а также в других местах, что указывает на то, что он восстановил большую часть Парфянского царства.
В это время шла уже Третья Митридатова война (римлян против Митридата Понтийского). После нескольких лет вялых военных действий в 74 году до н. э. в Азию прибыл Лукулл, и римляне стали вести энергичный натиск на Понт. Зимой 72/71 года до н. э. Митридат Понтийский обратился к парфянскому царю за помощью против римлян, но престарелый Синатрук был не в том положении, чтобы выступить против столь мощных противников, и отказал.
Санатрук умер в 70 году до н. э. (3-й год 177-й Олимпиады) после 7 лет правления, передав трон своему сыну Фраату III. Согласно сочинению Лукиана Санатрук дожил до 87 лет, что, впрочем, подтверждается его монетами, где он изображён довольно пожилым человеком.
На монетах Санатрук изображён с тиарой, украшенной оленьими рогами. Олени являются ссылкой на религиозную символику саков, которые помогли ему взойти на трон.